# Bruno Ferrero (duchowny)
Bruno Ferrero SDB (ur. 5 maja 1946 w Villarbasse) − włoski salezjanin, pisarz katolicki, dziennikarz, pedagog.

## Życiorys
Ferrero urodził się w 1946 w Villarbasse pod Turynem. Mając 17 lat wstąpił do Towarzystwa Salezjańskiego. Po ukończeniu salezjańskiego seminarium duchownego w Turynie został w 1974 wyświęcony na kapłana. Po święceniach pracował z młodzieżą, dla której założył w 1974 czasopismo Mondo Erre. Od 1988 był zatrudniony w wydawnictwie Elledici. W latach 1990–1995 był redaktorem naczelnym czasopisma Dimensioni Nuove. W 1996 powierzono mu funkcję dyrektora katolickiego wydawnictwa Elledici. Twórczość pisarska Ferrero dotyczyła przede wszystkim tematyki wychowania i rodziny. Pisarz wydał też kilka książek z opowiadaniami dla dzieci i młodzieży, które tłumaczono na szereg języków europejskich, w tym na język polski. Pisał artykuły do Biuletynu Salezjańskiego, który wychodzi w 150 krajach, w tłumaczeniu na 29 języków. Od 2011 Ferrero jest dyrektorem włoskiego miesięcznika Il Bollettino Salesiano.

## Publikacje w języku polskim
- 1991, Historie: katecheza w opowiadaniach, tłum. Anna Gryczyńska
- 1992, Czterdzieści opowiadań na pustyni, tłum. Ewa Ramz, ISBN 83-85528-15-6
- 1992, Siedemnaście opowiadań: historie z morałem, tłum. Anna Gryczyńska, ISBN 83-85528-02-4
- 1992, Ważna róża: krótkie opowiadania dla ducha, tłum. Ewa Ramz, ISBN 83-85528-16-4
- 1993, Czy jest tam ktoś?, tłum. Tadeusz Chudecki, ISBN 83-85528-57-1
- 1993, Inne historie: katecheza w opowiadaniach, tłum. Anna Gryczyńska, ISBN 83-85528-23-7
- 1993, Śpiew świerszcza polnego: krótkie opowiadania dla ducha, tłum. Anna Gryczyńska, ISBN 83-85528-32-6
- 1994, Droga krzyżowa: stacje zmartwychwstania – droga światła, tłum. Tadeusz Chudecki, ISBN 83-85528-65-2
- 1994, Nowe historie: katecheza w opowiadaniach, tłum. Anna Gryczyńska, ISBN 83-85528-75-X
- 1995, Kółka na wodzie, tłum. Tadeusz Chudecki, ISBN 83-86655-05-4
- 1996, Przemawiać publicznie: kompetencja komunikacji, tłum. Marian Stempel, ISBN 83-86655-66-6
- 1996, Zna to tylko wiatr: krótkie opowiadania dla ducha, tłum. Tadeusz Chudecki, ISBN 83-86655-40-2
- 1999, Dojrzewanie: podstawowe zagadnienia edukacji dojrzewającej młodzieży, rozwój psychologiczny, przyjaźń, płciowość, rodzice, wartości, ludzkie zalety, orientacja zawodowa, tłum. Alicja Lis, ISBN 83-7201-067-6
- 2002, Historie piękne: dla szkoły i katechezy, tłum. Anna Gryczyńska, ISBN 83-86655-64-X
- 2003, Czasami wystarcza promyk słońca, tłum. Anna Gryczyńska, ISBN 83-7201-049-8
- 2003, Dziesięć przykazań Bożych: opowiadania dla dzieci, tłum. Kazimierz Misiaszek, ISBN 83-7201-182-6
- 2003, Tajemnica czerwonych rybek, tłum. Wiesław Żygadło, ISBN 83-7201-103-6
- 2006, Ale my mamy skrzydła, tłum. Anna Gryczyńska, ISBN 83-7201-307-1
- 2006, Bóg jest Ojcem Jezusa ale także naszym, tłum. Anna Gryczyńska, ISBN 83-7201-303-9
- 2006, Opowiadania o Bogu, tłum. Tadeusz Chudecki, ISBN 83-7201-309-8
- 2007, Ja też idę na Mszę świętą: przewodnik dla dzieci. Z opowiadaniami Bruno Ferrero, tłum. Krystyna Kozak, ISBN 978-83-7557-007-6
- 2007, Życie jest wszystkim, co posiadamy, tłum. Dariusz Torz, ISBN 978-83-7201-177-0
- 2007, Ojcze nasz: modlitwa dana nam przez Jezusa, ISBN 978-83-7201-004-9
- 2007, Kwiaty po prostu kwitną: krótkie opowiadania dla ducha, tłum. Anna Gryczyńska, ISBN 978-83-7201-363-7
- 2008, Wasze dzieci mają tylko was: jedynie wychowanie może zmienić świat, tłum. Anna Gryczyńska, ISBN 978-83-7201-372-9
- 2009, Zło i cierpienie: pytają dzieci dlaczego?, tłum. Anna Gryczyńska, ISBN 978-83-7201-388-0
- 2009, 365 krótkich opowiadań dla ducha, tłum. Anna Gryczyńska, Anna Kosiarska, ISBN 978-83-7201-386-6
- 2010, 25 opowieści na Boże Narodzenie + jedna, tłum. Anna Gryczyńska, ISBN 978-83-7201-417-7
- 2010, Jest jeszcze ktoś, kto tańczy, tłum. Anna Gryczyńska, ISBN 978-83-7201-404-7
- 2011, Dziesięć powodów, dla których warto być chrześcijaninem (i katolikiem), tłum. Małgorzata Pieczara, ISBN 978-83-7201-413-9
- 2011, Skowronek i żółwie, tłum. Krystyna Kozak, ISBN 978-83-7201-435-1
- 2011, Kościół. Jak przedstawić go dzieciom. Opowiadania, tłum. Krystyna Kozak, ISBN 978-83-7201-434-4
- 2013, Gwiazdy są widoczne nocą, tłum. Krystyna Kozak, ISBN 978-83-7201-450-4
- 2014, Zawsze będzie nowy dzień, 2014, tłum. Krystyna Kozak, ISBN 978-83-7201-454-2
- 2017, 365 krótkich opowiadań dla ducha 2, tłum. zbiorowe, ISBN 978-83-7201-478-8
- 2017, Opowiadania bożonarodzeniowe i adwentowe, tłum. Anna Gryczyńska, ISBN 978-83-7201-479-5
- 2018, Życie według jutrzenki, tłum. Krystyna Kozak, ISBN 978-83-7201-484-9
- 2018, Eucharystia opowiadana dzieciom, tłum. Krystyna Kozak, ISBN 978-83-7201-485-6
- 2018, Anioł Stróż. Opowiadania dla dzieci, tłum. Roman Wortolec, ISBN 978-83-7201-487-0
- 2018, Uczta w niebie, tłum. Wojciech Kułak, ISBN 978-83-7201-488-7
- 2019, Skowronek i żółwie, tłum. Krystyna Kozak (wydanie II), ISBN 978-83-7201-492-4
- 2019, Racja serca, tłum. Krystyna Kozak, ISBN 978-83-7201-493-1